# Sedimentär bergart

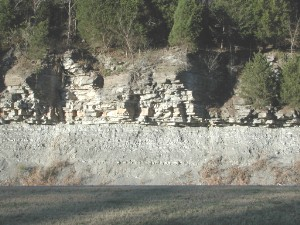
Två sedimentära bergarter – Kalksten ovanpå skiffer.

Sedimentär bergart, i äldre litteratur även sedimentbergart, är en av de tre övergripande bergartsgrupperna, vid sidan av magmatiska och metamorfa bergarter. 
Sedimentära bergarter förekommer på alla jordens kontinenter, men utgör bara omkring fem procent av jordskorpan eftersom de genom tektonik omvandlas till metamorfa bergarter. 
Vanliga sedimentära bergarter är kalksten, gråvacka, sandsten och skiffer.
Den relativt låga halten av koldioxid i jordens atmosfär beror på att en stor andel kol (genom kolcykeln) finns bundet i kalksten och dolomit.
Sedimentära bergarter bildas vid jordytan på huvudsakligen tre sätt och delas i allmänhet in efter dessa. 
Klastiska sedimentära bergarter bildas genom sedimentation eller avsättning av vittringsprodukter från andra bergarter, exempelvis granit och sandsten. 
Avlagringar av biokemisk aktivitet ge upphov till biogena sedimentära bergarter så som kalksten och kol. 
Kemisk utfällning i kanske främst marina eller extrema miljöer kan också bilda sedimentära bergarter, till exempel gips.
Sedimentära bergarter har stor ekonomisk betydelse dels som byggnadsmaterial (de flesta av världens katedraler är till exempel byggda i sandsten) och dels genom sin porositet och genomtränglighet som gör att de kan bilda petroleum- och grundvattenreservoarer.
Graden av rundhet respektive kantighet hos partiklarna i sedimentära bergarter har stor betydelse för mikroorganismernas förmåga att kolonisera dem.

## Bildning
|  |
|  |

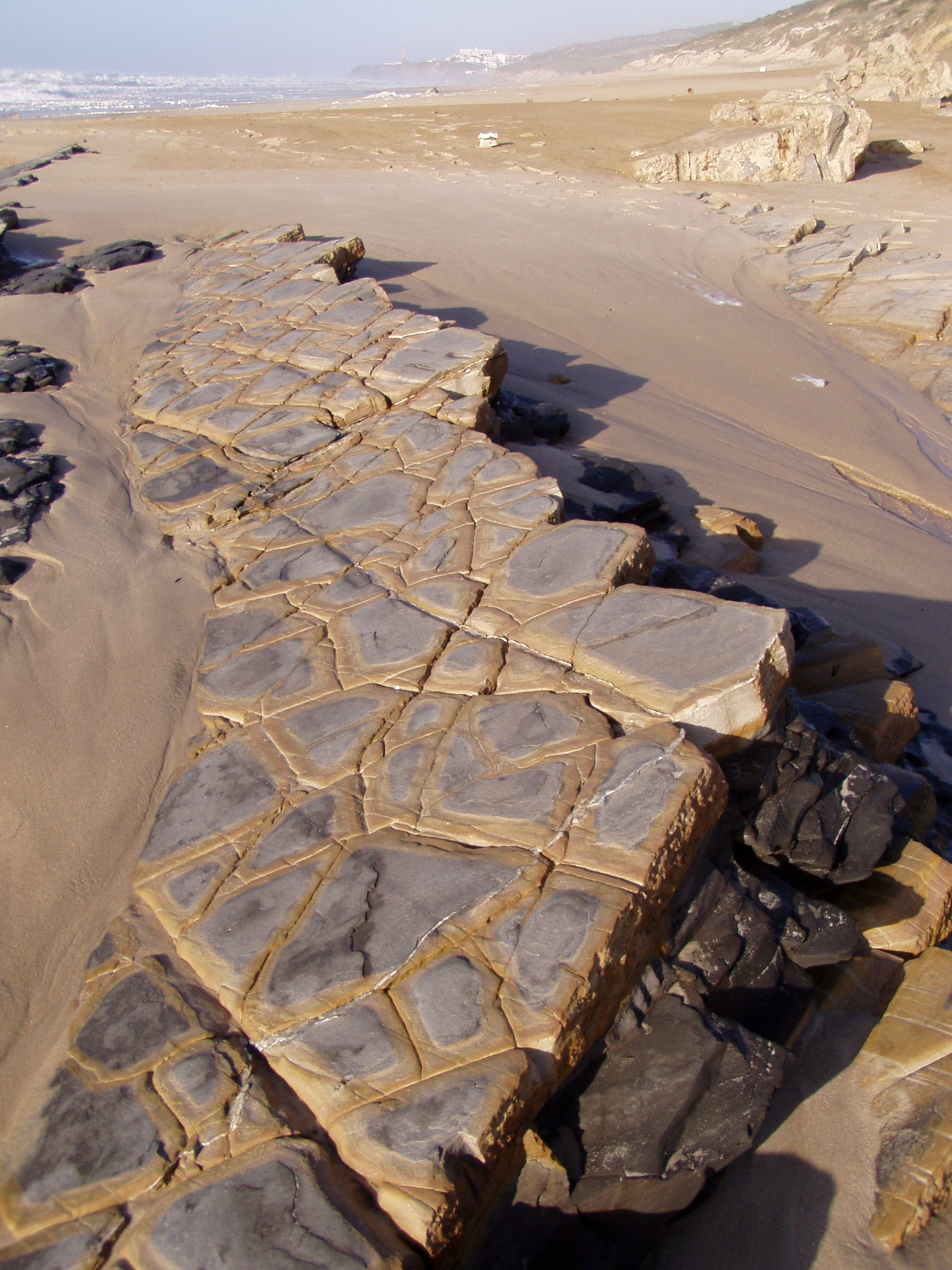
Finkornig kalksten som torkat varpå yngre bergarter fyllt sprickorna.

Sedimentära bergarter bildas genom geostatiskt (litostatiskt) tryck som uppstår då sedimentära partiklar avlagras lagervis ur något medium som luft, is eller vatten. Då yngre lager lägger sig ovanpå äldre pressas porvätska ur det underliggande sedimentmaterialet (kompaktion). De sammanpressade sedimenten genomgår sedan olika kemiska, fysiska och biologiska förändringar (diagenes) som leder till att de sedimentära partiklarna cementeras samman (litifiering) till sten. Bergarter som bildas genom denna process får olika sammansättning och struktur beroende på ursprungligt sedimentärt material, den miljö där processen ägt rum samt hur stort tryck och temperatur som bergarten utsätts för.
De sedimentära bergarternas sammansättning och struktur innehåller viktig och ofta detaljrik information om jordens historia. Eftersom sedimentära bergarter bildas vid jordens yta vid sådan temperatur och sådant tryck som inte förstör biologiskt material, kan man i lagerföljden hitta fossil, bevarade rester av växter och djur och till och med fotavtryck av dinosaurier. Utifrån sammansättningen kan man sedan dra slutsatser om den miljö där bergarten bildades. Bergartsskillnaderna i lagerföljden visar på så sätt miljöförändringar som ägde rum för miljontals år sedan.
Alla bergarter åldras och bryts ned genom mekanisk och kemisk vittring.

## Klassifikation

### Klastiska sedimentära bergarter
Klastiska sedimentära bergarter består av isolerade fragment eller klaster av andra bergarter. De består till stor del av kvarts men innehåller även mineral som fältspat, amfibol, lermineral och ibland andra mer ovanliga magmatiska och metamorfa bergarter.
Partiklar i form av lera, slam, sand och grus slits loss genom erosion och transporteras bort av vatten, och i mindre omfattning av is och vind, för att deponeras i lager, i allmänhet på en lägre nivå än ursprungsorten. 
Partiklarnas storlek reduceras och sorteras efter storlek medan de transporteras genom åar och floder för att deponeras som sediment i floddalar, deltan, sjöar och på havsbotten i form av solfjäderformade slamavlagringar. Vind kan transportera stora mängder sand och andra mindre partiklar. Glaciärer kan transportera och deponera stora mängder osorterat geologiskt material som kan bilda moräner som kan ombildas till bergarten tillit.
Dessa sedimenterade partiklar kompakteras och litifieras till sedimentära bergarter som innehåller mineraler som kan stå emot mekanisk och kemisk vittring som kvarts, zirkon, rutil och magnetit.
Klastiska sedimentära bergarter uppdelas efter kornstorlek. Lersten och lerskiffer hör till de mest finkorniga (<0,004 mm). Siltsten har något grövre korn (0,004–0,06 mm) men inte lika grova som sandsten (0,06–0,2 mm). Konglomerat och breccia är bergarter som innehåller grus och småsten och hör till de grövsta klastiska bergarterna (2–256 mm).
Klassifikationen av klastiska sedimentära bergarter är komplex eftersom många faktorer är inblandade. Vad gäller kornstorleken tar man inte bara fasta på den genomsnittliga kornstorleken utan också vilket spektrum av olika kornstorlekar som bergarten består av och fördelningen och graden av nedslipning hos partiklarna. Även sammansättningen hos cementet och matrixen (det finkorniga materialet mellan kornen) har betydelse.
Sedimentära skiffrar, som främst består av lermineral, klassificeras i ytterligare undergrupper efter sammansättning och skiktning.
De grövre klastiska sedimentära bergarterna klassificeras efter kornstorlek och sammansättning. Ortokvartsit är en mycket ren kvartssandsten. Arkos är en sandsten som består av kvarts och rikligt med fältspat. Gråvacka är en sandsten som innehåller kvarts, lera, fältspat och metamorfa bergartsfragment som alla transporterats av turbulent strömmar och därför är dåligt sorterade.

### Biogena sedimentära bergarter

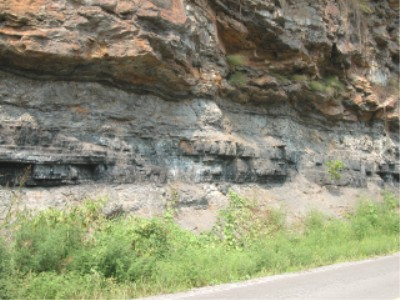
Kolfåra i West Virginia, USA

Biogena sedimentära bergarter innehåller organiskt material och således kolhaltigt mineral från levande organismer – som koraller, olika blötdjur och foraminiferer – som täcker havsbotten med lager av kalkspat som kan ombildas till kalksten. Andra biogena bergarter är flintnoduler i krita (i sig en form av kalksten och en biogenisk bergart) och kol (som bildats av sediment från tropiska växter under tryck).

### Kemiska sedimentära bergarter

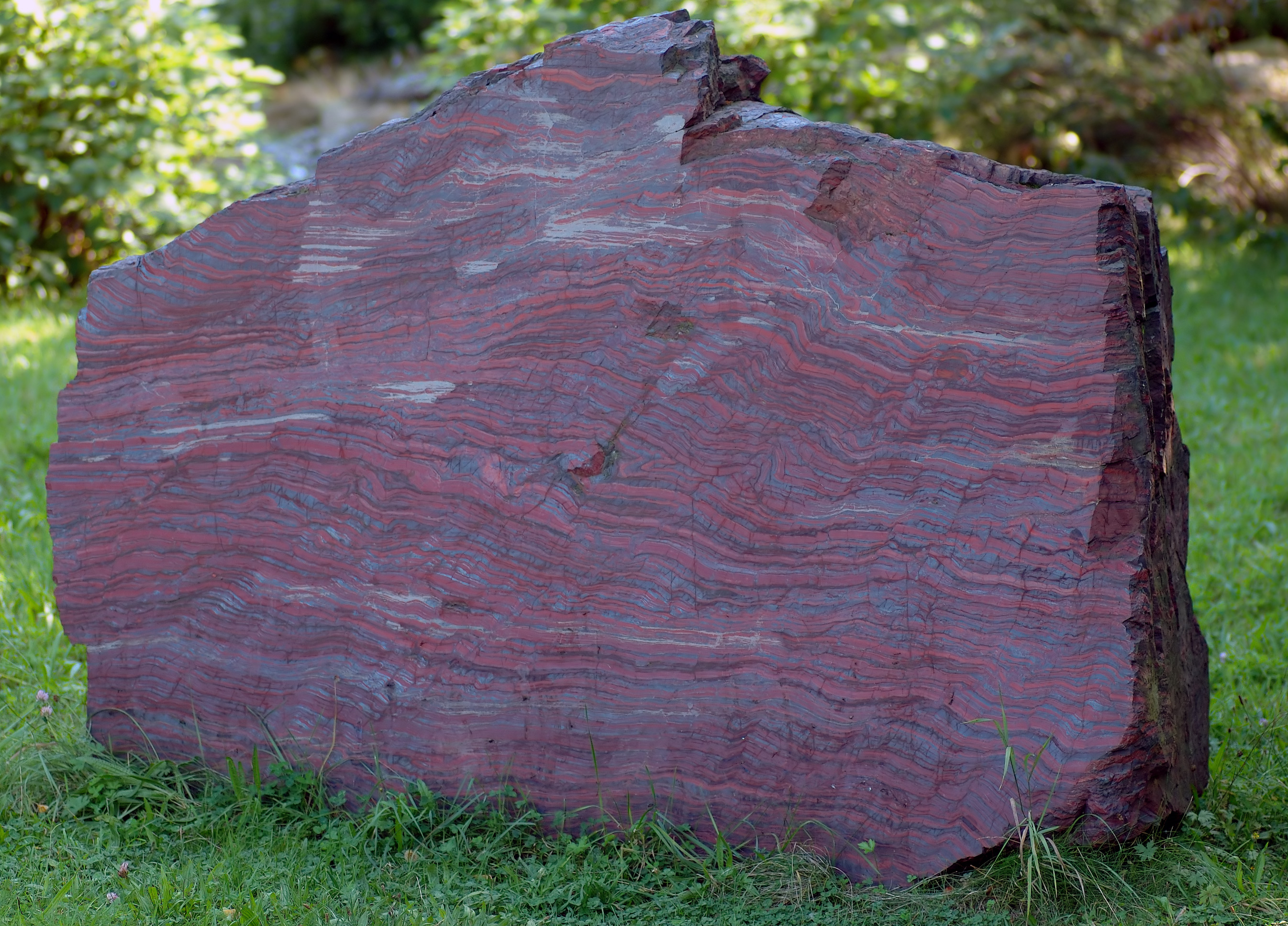
Bandad järnmalm

Kemiska sedimentära bergarter bildas genom kemisk vittring, till exempel då havsvatten avdunstar och evaporiter bildas av mineral som halit och gips. 
[källa behövs]